# جامعة أسوان الأهلية
جامعة أسوان الأهلية هي جامعة أهلية تم تخصيص مساحة قدرها 50 فدان بمدينة أسوان الجديدة، مصر.

## النشأة
الجامعة منبثقة من جامعة أسوان الحكومية التي صدر لها قرار رئيس الجمهورية رقم 311 لعام 2012 بإنشائها 
في 10 نوفمبر 2020، أكد رئيس جامعة أسوان على موافقة المجلس الأعلى للجامعات على إقامة جامعة أهلية بمحافظة أسوان تم تخصيص مساحة قدرها 50 فدان للجامعة الأهلية بمدينة أسوان الجديدة.

## الكليات
تضم عدد من الكليات المكملة لكليات جامعة أسوان مثل:
- كلية الذكاء الصناعي
- كلية نظم المعلومات
- كلية الصيدلة الأكلينيكية
- كلية التصنيع الدوائي التكنولوجيا الحيوية
- كلية تكنولوجيا العلوم الطبية والصحية
- كلية السياحة والضيافة
- كلية الإعلام والميديا
- كلية التمريض والتغذية العلاجية
- كلية المواردالطبيعية والتقنية التكنولوجية .